# Neofolk
Neofolk – oznacza dosłownie „nowa muzyka ludowa”, darkfolk oznacza zaś „mroczna muzyka ludowa”, ale obie nazwy oznaczają ten sam styl muzyczny.
Muzyka ta wywodzi się z post punku i industrialu, lecz ma także korzenie w muzyce ludowej, w muzyce neoklasycznej oraz „irish folku”. Do pierwszych zespołów i projektów neofolkowych należą na przykład Death in June, Current 93 czy też Sol Invictus. Do nowego, „młodego” pokolenia neofolkowego zaliczają się takie grupy i projekty jak Forseti, Of the Wand and the Moon, Orplid, Cawatana, Harvest Rain, Scivias, Tenhi, Belborn, O Paradis, Romowe Rikoito, Neutral, Ritual Front, Spiritual Front, Argine, Rose Rovine E Amanti. Albumy w neofolkowym duchu, pozycje dla tego stylu wręcz klasyczne nagrały też takie identyfikowane z innymi gatunkami zespoły, jak eklektyczny Ulver („Kveldssanger”), czy nawiązująca do muzyki średniowiecza, ambientu, gotyku i nurtu neoclassical Ataraxia („Kremasta Nera”).
Najwięcej odbiorców, wytwórni oraz czasopism o neofolku istnieje w Niemczech, gdzie odbywa się również największy na świecie festiwal neofolkowy Wave Gotik Treffen (w Lipsku).
Do kręgów słuchaczy neofolku należą w coraz większym stopniu także odbiorcy black metalu, gotyku i podobnych stylów muzycznych. Sceny black metalu, gotyku oraz neofolku przenikają się nawzajem, co manifestuje się na przykład w kilku fanzinach (przede wszystkim sieciowych) i festiwalach, gdzie występują przedstawiciele wszystkich tych scen.
Obok festiwalu Wave Gotik Treffen istnieje też Castle Party w polskim Bolkowie, litewski Mėnuo Juodaragis czy węgierski Unucornis Festival, gdzie również odbywają się występy neofolkowych zespołów oraz istnieje możliwość spotkania się fanów tej muzyki.
Polskim przykładem muzyki neofolkowej jest np. Fonofobia, a także militarno-neofolkowy Krępulec, którego płyty na ogół dotyczą przełomowych wydarzeń historii Polski i Europy XX wieku.
Muzyka ta rozwija się obecnie przede wszystkim w Niemczech i Rosji. Cieszy się ona sporą popularnością także w krajach takich, jak: Wielka Brytania, USA, Włochy, Holandia oraz Francja.